# David Daniell
Pour les articles homonymes, voir Daniell.
David Daniell, né le 23 décembre 1989 à Middlesbrough, est un coureur cycliste sur piste britannique. 

## Palmarès

### Championnats du monde
- Copenhague 2010
  - 7e du kilomètre

### Championnats du monde juniors
- 2006
  -  Champion du monde de vitesse par équipes juniors (avec Jason Kenny et Christian Lyte)
  -  Médaillé de bronze du kilomètre juniors
- 2007
  -  Champion du monde de vitesse par équipes juniors (avec Christian Lyte et Peter Mitchell)
  -  Médaillé d'argent du keirin juniors
  - 5e du kilomètre

### Coupe du monde
- 2008-2009
  - 1er du kilomètre à Manchester
- 2009-2010
  - 2e du kilomètre à Manchester
  - 2e de la vitesse par équipes à Manchester

### Jeux du Commonwealth
- New Delhi 2010
  -  Médaillé d'argent du keirin

### Championnats d'Europe
- Athènes 2006
  -  Champion d'Europe de vitesse par équipes juniors (avec Jason Kenny et Christian Lyte)
  -  Champion d'Europe du kilomètre juniors
- Cottbus 2007
  -  Champion d'Europe de vitesse individuelle juniors
  -  Médaillé d'argent de la vitesse par équipes juniors
  -  Médaillé de bronze du keirin juniors
- Pruszkow 2008
  -  Médaillé d'argent de la vitesse par équipes espoirs
  -  Médaillé d'argent du keirin espoirs
- Minsk 2009
  -  Médaillé d'argent de la vitesse par équipes espoirs

### Championnats de Grande-Bretagne
- 2007
  -  Champion de Grande-Bretagne de vitesse individuelle juniors
  -  Champion de Grande-Bretagne du kilomètre juniors
- 2008
  -  Champion de Grande-Bretagne de vitesse par équipes (avec Matthew Crampton et Christian Lyte)
- 2012
  -  Champion de Grande-Bretagne de vitesse par équipes (avec Peter Mitchell et Lewis Oliva)